# Конституционный суд Республики Беларусь
Конституцио́нный су́д Республики Беларусь (бел. Канстытуцыйны суд Рэспублікі Беларусь) — высший судебный орган конституционного контроля в  Беларуси, осуществляющий контроль за конституционностью нормативных правовых актов в государстве посредством конституционного судопроизводства в целях защиты конституционного строя Республики Беларусь, гарантированных Конституцией прав и свобод человека и гражданина, обеспечения верховенства Конституции и её прямого действия на территории Республики Беларусь.
Компетенция, организация и порядок деятельности Конституционного Суда определяются Конституцией Республики Беларусь, Кодексом Республики Беларусь о судоустройстве и статусе судей, Законом Республики Беларусь от 08.01.2014 № 124-З "О конституционном судопроизводстве", Регламентом Конституционного Суда Республики Беларусь.

## История
В соответствии с Конституцией Республики Беларусь в апреле 1994 года учреждён Конституционный Суд Республики Беларусь.

## Полномочия
Конституционный Суд по предложениям Президента, Президиума Всебелорусского народного собрания, Палаты представителей, Совета Республики, Верховного Суда, Совета Министров даёт заключения (статья 1161 Конституции):
- о толковании Конституции;
- о соответствии Конституции законов, указов Президента, постановлений Совета Министров, нормативных правовых актов других государственных органов.
- Конституционный Суд по предложениям Президента даёт заключения:
- о конституционности проектов законов о внесении изменений и дополнений в Конституцию;
- о соответствии Конституции законов, принятых Парламентом, до их подписания Президентом;
- о конституционности вопросов, выносимых на республиканский референдум;
- о соответствии Конституции не вступивших в силу международных договоров Республики Беларусь.

В случаях, предусмотренных Конституцией, Конституционный Суд в двухнедельный срок даёт заключения:
- по предложению Президиума Всебелорусского народного собрания о наличии фактов систематического или грубого нарушения Президентом Конституции;
- по предложению Президента о наличии фактов систематического или грубого нарушения палатами Парламента Конституции.

Конституционный Суд по предложению Президиума Всебелорусского народного собрания даёт заключения о конституционности проведения выборов Президента, депутатов Палаты представителей и членов Совета Республики.
Конституционный Суд в порядке, установленном законом, выносит решения:
- по жалобам граждан на нарушения их конституционных прав и свобод, проверяя конституционность законов, примененных в конкретном деле, если исчерпаны все другие средства судебной защиты;
- по запросам судов, проверяя конституционность нормативных правовых актов, подлежащих применению при рассмотрении судами конкретных дел.

Заключения и решения Конституционного Суда являются окончательными, обжалованию и опротестованию не подлежат.

## Состав
Конституционный Суд состоит из 12 судей со сроком полномочий в 11 лет.
Председатель, заместитель Председателя и судьи избираются и освобождаются от должности Всебелорусским народным собранием. Председатель и заместитель Председателя избираются из числа судей Конституционного Суда (статья 116 Конституции).

### Председатели суда
- Тихиня Валерий Гурьевич (23 марта 1995 — 5 декабря 1996)[5]
- Василевич Григорий Алексеевич (и.о. председателя 5 декабря 1996 — 4 января 1997; председатель 4 января 1997 — 11 января 2008)
- Миклашевич Пётр Петрович (с 8 февраля 2008)

### Заместители председателя суда
- Тихиня Валерий Гурьевич (28 апреля 1994 — 22 марта 1995)[6]
- Фадеев Валерий Алексеевич (апрель 1994 — декабрь 1996)
- Марыскин Александр Владимирович (январь 1997 — февраль 2012)
- Сергеева Ольга Геннадьевна (февраль 2012 — февраль 2017)
- Карпович Наталья Александровна (с марта 2017)

### Судьи
- Василевич Григорий Алексеевич, д.ю.н. (28 апреля 1994 — 11 января 2008)
- Пастухов Михаил Иванович, д.ю.н. (28 апреля 1994 — 24 января 1997)
- Подгруша Валентина Васильевна, к.ю.н. (28 апреля 1994 — 28 февраля 2019)
- Середа Николай Михайлович (28 апреля 1994 — 6 декабря 1996)
- Тихиня Валерий Гурьевич, д.ю.н. (28 апреля 1994 — 5 декабря 1996)
- Тишкевич Станислав Иванович (28 апреля 1994 — 6 декабря 1996)
- Фадеев Валерий Алексеевич (28 апреля 1994 — 5 декабря 1996)
- Филипчик Римма Ивановна (28 апреля 1994 — 19 февраля 2008)
- Кеник (Хома) Ксения Ивановна, к.ю.н. (28 апреля 1994 — 19 февраля 2008)
- Вашкевич Александр Евгеньевич, к.ю.н. (24 мая 1996 — 6 декабря 1996)
- Чудаков Михаил Филиппович, д.ю.н. (24 мая 1996 — 24 января 1997)
- Марыскин Александр Владимирович, к.ю.н. (23 января 1997 — 12 марта 2014)
- Шабайлов Виктор Иванович, (1931—2018), д.ю.н. (23 января 1997 — 5 февраля 2001)
- Бойко Татьяна Семёновна, к.ю.н. (с 24 января 1997)
- Воробей Георгий Александрович, (1934—2012), к.ю.н. (24 января 1997 — 29 сентября 2004)
- Саркисова Элисса Андреевна, (1936—2017), к.ю.н. (24 января 1997 — 13 ноября 2006)
- Тиковенко Анатолий Герасимович, д.ю.н. (с 24 января 1997)
- Шишко Георгий Борисович, к.ю.н. (24 января 1997 — 11 августа 2005)
- Шуклин Валентин Зосимович, (1946—2014), (29 мая 1998 — 28 мая 2009)
- Данилюк Станислав Евгеньевич, к.ю.н. (с 25 сентября 2006)
- Изотко Владимир Петрович, к.ю.н. (20 декабря 2007 — 20 октября 2016)
- Рябцев Леонид Михайлович, д.ю.н. (с 20 декабря 2007)
- Чигринов Сергей Петрович, к.ю.н. (с 20 декабря 2007)
- Миклашевич Пётр Петрович (с 8 февраля 2008)
- Козырева Лилия Григорьевна (с 19 февраля 2008)
- Сергеева Ольга Геннадьевна (с 19 февраля 2008 по 26 сентября 2023 года)
- Воронович Тадеуш Валентинович, к.ю.н. (с 19 июня 2009)
- Карпович Наталья Александровна, д.ю.н. (с 12 марта 2014)
- Рябцев, Виктор Николаевич (с 30 ноября 2016)
- Бодак, Алла Николаевна, к.ю.н. (с марта 2019)
- Любецкая, Светлана Анатольевна (с апреля 2024)

## Секретариат
В соответствии со статьями 173 и 174 Кодекса Республики Беларусь о судоустройстве и статусе судей организационное и материально-техническое обеспечение деятельности Конституционного Суда Республики Беларусь в пределах предоставленных полномочий осуществляется Секретариатом Конституционного Суда Республики Беларусь.
Секретариат Конституционного Суда Республики Беларусь обеспечивает работу Суда по осуществлению правосудия, обобщению судебной практики, анализу судебной статистики, систематизации законодательства, выполнению иных функций, а также осуществляет меры по организационному обеспечению деятельности Суда.
Структура:
Руководство Секретариата
- начальник Секретариата

Главное управление организационного  обеспечения
- отдел организации судебных заседаний и контроля исполнения
- отдел по работе с обращениями

Экспертно-правовое управление
- отдел правовых консультантов
- отдел международных связей и сравнительного анализа законодательства

Управление финансового и информационного обеспечения
- группа документационного обеспечения

## Научно-консультационный совет
Конституционный Суд в своей деятельности взаимодействует с научными и другими организациями.
Создаваемый в соответствии со статьёй 27 Кодекса Республики Беларусь о судоустройстве и статусе судей Научно-консультационный совет при Конституционном Суде является совещательным органом, осуществляющим деятельность в соответствии с Положением о Научно-консультационном совете при Конституционном Суде для достижения целей и решения задач, указанных в данном Положении.

## Периодическое издание
Журнал "Вестник Конституционного Суда Республики Беларусь" издаётся с 1994 года с периодичностью один раз в квартал.

## Внешние ссылки
- Официальный сайт